# Európa hüllőfajainak listája
A világon élő mintegy 7900 hüllő állatfaj közül Európa területén XX faj fordul elő a szabad természetben.
- Rend: teknősök (Testudines) – 6 faj
  - Család: mocsáriteknős-félék (Emydidae)
    - mocsári teknős (Emys orbicularis)

  - Család: földiteknősfélék (Geoemydidae)
    - kaszpi víziteknős (Mauremys caspica)

  - Család: Szárazföldi teknősfélék (Testudinidae)
    - görög teknős (Testudo hermanni vagy Eurotestudo hermanni)
    - kirgiz teknős (Testudo horsfieldi)
    - mór teknős (Testudo graeca)
    - szegélyes teknős (Testudo marginata)

- Rend: pikkelyes hüllők (Squamata) – faj
  - Alrend: gyíkok (Sauria)
    - Család: agámafélék (Agamidae)
      - Laudakia caucasia vagy Agama caucasica
      - Hardun agáma (Laudakia stellio vagy Agama stellio)

    - Család: kaméleonfélék (Chamaeleonidae)
      - európai kaméleon vagy közönséges kaméleon (Chamaeleo chamaeleon)
      - afrikai kaméleon (Chamaeleo africanus vagy Chamaeleon africanus)

    - Család: gekkófélék (Gekkonidae)
      - Kotschy gekkója (Cyrtodactylus kotschyi)
      - török gekkó (Hemidactylus turcicus)
      - Euleptes europaea
      - fali gekkó (Tarentola mauritanica)
      - Tarentola angustimentalis
      - csíkos gekkó (Tarentola boettgeri)
      - Tarentola delalandii
      - Tarentola gomerensis

    - Család: vakondgyíkfélék (Scincidae)
      - pannon gyík (Ablepharus kitaibelii fitzingeri) – alfaj
      - spanyol ércesgyík (Chalcides bedriagai)
      - közönséges ércesgyík (Chalcides chalcides)
      - foltos ércesgyík (Chalcides ocellatus)
      - Chalcides sexlineatus
      - fuerteventurai ércesgyík (Chalcides simonyi)
      - Chalcides striatus
      - Chalcides viridanus

    - Család: nyakörvösgyík-félék (Lacertidae)
      - elevenszülő gyík (Zootoca vivipara)
      - ibériai faligyík (Podarcis bocagei)
      - Podarcis carbonelli -
      - égei-tengeri faligyík (Podarcis erhardii)
      - máltai faligyík (Podarcis filfolensis)
      - szkíroszi faligyík (Podarcis gaigeae)
      - spanyol faligyík (Podarcis hispanicus)
      - baleári faligyík (Podarcis lilfordi)
      - Podarcis liolepis -
      - fiumei faligyík Podarcis melisellensis)
      - miloszi faligyík (Podarcis milensis)
      - fali gyík (Podarcis muralis)
      - peloponnészoszi faligyík (Podarcis peloponnesiacus)
      - pityusen faligyík (Podarcis pityusensis)
      - Podarcis raffonei
      - római gyík (Podarcis siculus)
      - homoki gyík (Podarcis taurica vagy Podarcis tauricus)
      - tirrén faligyík (Podarcis tiliguerta)
      - Podarcis vaucheri
      - szicíliai fali gyík (Podarcis waglerianus)
      - fürge gyík (Lacerta agilis)
      - spanyol zöldgyík (Lacerta schreiberi)
      - dalmát faligyík (Lacerta mosorensis)
      - balkáni zöldgyík (Lacerta trilineata)
      - zöld gyík (Lacerta viridis)
      - görög éleshátúgyík (Algyroides moreoticus)
      - fekete éleshátúgyík (Algyroides nigropunctatus)
      - szardiniai éleshátúgyík (Algyroides fitzingeri)
      - spanyol éleshátúgyík (Algyroides marchi)
      - Darevskia praticola
      - Darevskia saxicola
      - Dalmatolacerta oxycephala
      - Dinarolacerta montenegrina
      - Dinarolacerta mosorensis
      - Iberolacerta aranica
      - Iberolacerta aurelioi
      - Iberolacerta bonnali
      - Iberolacerta cyreni
      - Iberolacerta galani
      - horvát faligyík (Iberolacerta horvathi vagy Lacerta horvathi)
      - Iberolacerta martinezricai
      - hegyi gyík (Iberolacerta monticola)
      - atlanti gyík (Gallotia atlantica)
      - Gallotia bravoana
      - Gallotia caesaris
      - kanári gyík (Gallotia galloti)
      - Gallotia intermedia
      - hierrói óriásgyík (Gallotia simonyi)
      - Gallotia stehlini
      - kígyószemű gyík (Ophisops elegans)
      - Parvilacerta parva
      - Teira dugesii
      - Timon lepidus
      - korzikai gyík (Lacerta bedriagae vagy Archaeolacerta bedriagae)
      - szemfoltos sivatagigyík (Eremias arguta)

    - Család:lábatlangyíkfélék családja (Anguidae)
      - közönséges lábatlangyík (Anguis fragilis)
      - kékpettyes lábatlangyík (Anguis colchica)
      - Görög lábatlangyík (Anguis graeca)
      - Peloponnészoszi lábatlangyík (Anguis cephallonica vagy Anguis cephalonnicus)
      - Anguis veronensis
      - Ophisaurus apodus
      - közönséges bordásgyík (Psammodromus algirus)
      - spanyol bordásgyík (Psammodromus hispanicus)

    - Család: Ásógyíkfélék (Amphisbaenidae)
      - szürke féreggyík (Blanus cinereus)

    - Anatololacerta anatolica
    - Anatololacerta oertzeni
    - Scelarcis perspicillata

  - Alrend: kígyók (Serpentes)
    - Család: Siklófélék (Colubridae)
      - erdei sikló (Elaphe longissima vagy Zamenis longissima)
      - Elaphe lineata vagy Zamenis lineatus)
      - leopárdsikló (Elaphe situla vagy Zamenis situla)
      - négycsíkos sikló (Elaphe quatuorlineata)
      - haragos sikló (Coluber caspius vagy Dolichophis caspius)
      - balkáni haragossikló (Coluber gemonensis vagy Hierophis gemonensis)
      - sárgászöld haragossikló (Coluber viridiflavus vagy Hierophis viridiflavus)
      - Dolichophis jugularis vagy Coluber jugularis
      - rézsikló (Coronella austriaca)
      - ibériai rézsikló (Coronella girondica)
      - hegyesorrú sikló (Elaphe scalaris vagy Rhinechis scalaris)
      - kockás sikló (Natrix tessellata)
      - vízisikló (Natrix natrix)
      - Natrix maura
      - Hemorrhois nummifer
      - Hemorrhois algirus
      - patkós haragossikló (Hemorrhois hippocrepis)
      - európai gyíkászkígyó (Malpolon monspessulanus)
      - Malpolon insignitus
      - Macroprotodon cucullatus
      - Macroprotodon brevis
      - Dahl-ostorsikló (Coluber najadum vagy Platyceps najadum)
      - Platyceps collaris vagy Coluber collaris
      - macskakígyó (Telescopus fallax)

    - Család: óriáskígyófélék (Boidae)
      - nyugati homokiboa (Eryx jaculus)

    - Család: viperafélék (Viperidae)
      - Halys-vipera (Gloydius halys)
      - keresztes vipera (Vipera berus)
      - parlagi vipera (Vipera ursinii)
        - rákosi vipera (Vipera ursinii rakosiensis)

      - homoki vipera (Vipera ammodytes)
      - áspisvipera (Vipera aspis)
      - fitosorrú vipera (Vipera latastei)
      - sztyeppi vipera (Vipera renardi)
      - ibériai hegyivipera (Vipera seoanei)
      - hegyi vipera (Vipera xanthina)
      - levantei vipera (Macrovipera lebetina)
      - miloszi vipera (Macrovipera schweizeri)

    - Typhlops vermicularis